# أركاس ديل فايلار
بلدية أركاس ديل فايلار (بالإسبانية: Arcas del Villar)‏، هي إحدى بلديات مقاطعة قونكة إحدى مقاطعات إسبانيا، والتي تقع في منطقة قشتالة لا منتشا وسط البلاد، والمائلة لجهة الشرق من إسبانيا.
يبلغ عدد سكانها 1.047 نسمة وفقاً لإحصائية سنة (2007).